# Bantu Investment Corporation
Die Bantu Investment Corporation of South Afrika Ltd., abgekürzt B.I.C. (deutsch etwa: Bantu Investitionsgesellschaft von Südafrika AG) war ein südafrikanisches Unternehmen zur Steuerung wirtschaftlicher Investitionen in den Bantureservaten und späteren Homelands, das auf Initiative der Apartheidregierung unter der Führung von Premierminister Hendrik Frensch Verwoerd geschaffen wurde. Der Unternehmenssitz befand sich in Pretoria. Die gesetzliche Grundlage zur Gründung und  zum künftigen Arbeitsgebiet dieses Staatsunternehmens bildete der Bantu Investment Corporation Act (Act No. 34 / 1959). Die Aktiengesellschaft nahm im Juli 1959 ihre Tätigkeit auf.

## Unternehmenszweck
Der Zweck der Bantu Investment Corporation bestand in der staatlichen Förderung von existierenden Unternehmen vorrangig in der Industrie, des Handels und auf dem Sektor der Finanzdienstleistungen. Firmenneugründungen in diesen Sektoren erhielten dann Unterstützung, wenn sie den landespolitischen Rahmenbedingungen entsprachen. Zu den Aufgaben gehörten ferner die Bereitstellung finanzieller, technischer und anderer Ressourcen sowie beratende Leistungen. Hierzu verfolgte die B.I.C. allgemeine Ziele zur Förderung des Wirtschaftlichkeitsprinzips und für Maßnahmen zur Kapitalbildung. Die Aktivitäten der B.I.C. konzentrierten sich ausschließlich auf Bantu-Einzelpersonen oder deren Unternehmen in den Homelands. Die Annahme finanzieller Einlagen aus dem Vermögen von Afrikanern für beiderseitig vereinbarte Investitionen waren der B.I.C. erlaubt.
Für spezielle staatliche Entwicklungsgesellschaften in den Homelands entwickelte die B.I.C. Management- und Strategiepläne.

## Strukturen
Die Gründung der B.I.C. erfolgte mit einem Grundkapital von 500.000 Südafrikanische Pfund (später 1.000.000 Rand), das in Stammaktien zu jeweils 2 Rand dem South African Bantu Trust übertragen wurde, der jedoch keine Dividenden erhielt. Durch jährliche Kapitalzuweisungen des Trust erhöhte sich das Stammkapital kontinuierlich und erreichte zum 31. März 1972 ein Volumen von 31,78 Millionen Rand.
Die Besetzung des Vorstands erfolgte durch den Minister für Bantuverwaltung und Entwicklung (Bantu Administration). Nur weiße Personen erhielten eine Berufung in diese Funktionen.
Die B.I.C. unterhielt in den Provinzen Südafrikas eigene Niederlassungen. Im Jahre 1977 erfolgte die Umbenennung der B.I.C. in Corporation for Economic Development Limited (CED). Dieses Unternehmen wurde jedoch schrittweise abgebaut. Aus ihm ging 1983 die Development Bank of Southern Africa hervor.

## Legislative Folgeentwicklungen
- Bantu Homelands Development Corporations Act (Act No. 86 / 1965). Dieses Gesetz ermöglichte die Gründung regionalspezifischer Entwicklungsgesellschaften in den Homelands.[5]
- Promotion of Economic Development of Homelands Act (Act No. 46 / 1968). Dieses Gesetz diente der möglichen Gründung von Entwicklungsgesellschaften, mit deren Unterstützung Privatkapital „weißer“ Investoren mobilisiert und schwarze Führungskräfte gewonnen werden sollten.

## Periodika der B.I.C.
- Annual report – Bantu Investment Corporation of South Africa (seit 1959/60), später fortgesetzt unter dem Titel Corporation for Economic Development (South Africa). Annual report[6]
- Jaarverslag – Bantoe Beleggingskorporasie van Suid-Afrika (1962/63 bis 1973/74)[6]

## Weiterführende Literatur
- J. Adendorff: The Bantu Investment Corporation of South Africa Limited: Review of activities. In: Revue de la Société d’Etudes et d’Expansion / Association Internationale à But Scientifique; Centre de Coopération et de Documentation Economique, Culturelle et Sociale. Liège, Band 70 (1971), S. 525–529.